# Аннеліза Міхель
Анна-Елізабет Міхель (нім. Anna Elisabeth Michel, більш відома як Аннеліза Міхель, нім. Anneliese Michel [ˈanəˌliːzə ˈmɪçl̩]; 21 вересня 1952, Ляйбльфінг, Баварія, ФРН — 1 липня 1976, Клінгенберг-на-Майні, там же) — німкеня, що загинула після проведеної над нею серії обрядів екзорцизму. В ранньому віці Міхель пережила перший напад, після чого у неї діагностували скроневу епілепсію. Попри лікування, стан дівчини погіршувався, і вона почала проявляти симптоми психічного розладу. Міхель і її сім'я вирішили, що вона одержима та звернулися до католицького священника з проханням вигнати з неї демонів. Обряди тривали протягом 10 місяців. У липні 1976 року Міхель померла від виснаження та зневоднення, викликаних її тривалою відмовою від їжі та води.
Судовий процес викликав широкий резонанс у суспільстві. Як написала «Тагесцайтунг» 25 років по тому, цей процес став одним із найспірніших в історії ФРН. Двом священникам і батькам Аннелізи були пред'явлені звинувачення у злочинній бездіяльності, що призвело до заподіяння смерті через необережність. За версією звинувачення, вони скористалися довірою дівчини та спонукали її до відмови від лікування, що стало причиною смерті. Зі свого боку, захист посилався на Конституцію Німеччини, яка гарантує громадянам свободу віросповідання. У результаті всіх обвинувачених було визнано винними та засуджено до 3 років умовного ув'язнення.
Історія Міхель стала основою багатьох творів мистецтва, зокрема фільму жахів «Шість демонів Емілі Роуз».

## Дитинство

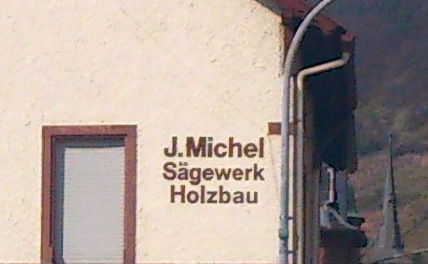
Лісопилка Йозефа Міхеля

Аннеліза Міхель народилася в баварській комуні Лайбльфінг із населенням понад 3 тисячі осіб. Її батько Йозеф Міхель виріс у набожній родині. Три сестри його матері були черницями, і вона хотіла, щоб син продовжив сімейну традицію та став священнослужителем. Йозеф віддав перевагу кар'єрі теслі. Пізніше він пройшов трудову повинність в Імперській службі праці, потім у складі вермахту пішов на західний фронт. Був військовополоненим США, в 1945 році повернувся на батьківщину та незабаром знову став працювати теслею. Мати Аннелізи Анна закінчила жіночу гімназію та школу торгівлі. Працювала в офісі свого батька, де й зустріла Йозефа. Вони одружилися 1950 року. На той час в Анни вже була дочка Марта 1948 року народження. Вона померла 1956 року від раку нирки та була похована поза сімейною ділянкою на цвинтарі. Згодом Аннеліза вважала появу незаконнонародженої дитини гріхом своєї матері та постійно чинила каяття за неї. Сама Анна так соромилася своєї позашлюбної дочки, що на весіллі з Йозефом закривала обличчя чорною вуаллю.
Аннелізу виховували в суворості та віддали католицькій вірі. Як повідомляється, її батьки були глибоко релігійні, відкидали реформи Другого Ватиканського Собору та співчували екстремістським, навіть сектантським католицьким об'єднанням. Міхель відвідувала месу двічі на тиждень, співала в церковному хорі і, як зазначила «Вашингтон пост», «поки інші діти її віку бунтували проти влади й експериментували з сексом, вона, намагаючись спокутувати гріхи наркоманів і священників, які збилися з істинного шляху, спала на голій підлозі в середині зими».
Дитинство Аннелізи було щасливим, хоча вона і росла слабкою та кволою дитиною. Аннеліза любила гратися на тартаку батька, брала уроки гри на фортепіано та акордеоні, добре вчилася та мріяла стати вчителькою початкової школи. Крім Марти, у неї були ще три сестри: Гертруда (нар. 1954), Барбара (нар. 1956) та Росвіта (нар. 1957). У 1959 році Аннеліза вступила до початкової школи в Клінгенберзі, потім у шостому класі перейшла до гімназії імені Карла Теодора Дальберга в Ашаффенбурзі.

## Захворювання та спроби лікування
У 1968 році через спазм Аннеліза прикусила язик. Вже за рік з'явилися дивні нічні напади: Аннеліза через дизартрію не могла ворушитися, відчувала тяжкість у грудях, іноді втрачала здатність говорити та не могла покликати нікого з близьких. У 1969 році дівчина прокинулася через утруднене дихання та з повним паралічем тіла. Сімейний лікар Герхард Фогт порадив батькам звернутися до лікарні. Було проведене електроенцефалографічне дослідження, яке не показала якихось змін у мозку Міхель. Однак, їй діагностували скронева епілепсія. Дівчину госпіталізували на початку лютого 1970 року з діагнозом туберкульоз.
У червні 1970 року Міхель пережила третій напад у лікарні, де вона на той момент перебувала. Їй призначили протисудомні препарати, зокрема фенітоїн, які не принесли належного результату. Тоді ж вона почала стверджувати, що перед нею постає «обличчя Диявола». У тому ж місяці їй було призначено аолепт, схожий за складом з аміназином, який призначали шизофренікам та іншим пацієнтам з психічними розладами. Попри це вона продовжувала перебувати в депресивному стані. У 1973 році вона почала галюцинувати під час молитви, їй чулися голоси, які казали їй, що вона проклята і «гнитиме в пеклі».
Лікування Міхель у психіатричній лікарні не допомагало та вона все більше сумнівалася в ефективності медицини. Бувши ревною католичкою, вона припустила, що стала жертвою одержимості. Пізніше вона здійснила з другом сім'ї Теой Хайн паломництво в Сан-Джорджо-П'ячентіно. Там Хайн дійшла висновку, що Міхель одержима, бо вона не могла доторкнутися до розп'яття та відмовлялася пити воду зі святого лурдського джерела. Разом зі своєю сім'єю Міхель звернулася до кількох священників із проханням провести обряд з вигнання демонів. Усі вони відмовилися та порекомендували продовжувати лікування. Як повідомили Міхель, для екзорцизму необхідний дозвіл єпископа та абсолютна впевненість у одержимості хворого.
У період між нападами Міхель не подавала ознак психічного розладу та вела звичайне життя. У 1973 році вона закінчила Вюрцбурзький університет. Пізніше однокурсники описали її як «замкнену та вкрай релігійну». У листопаді 1975 року вона успішно пройшла іспити для отримання Missio canonica — спеціального дозволу для виконання освітніх функцій від імені церкви.
Стан Міхель погіршувався. Вона розривала одяг на тілі, їла павуків і вугілля, відкусила голову мертвому птаху, злизувала власну сечу з підлоги. Під час нападів вона говорила різними мовами та називала себе Люцифером, Каїном, Юдою, Нероном, Адольфом Гітлером та іншими іменами. За повідомленнями оточення Міхель, іноді демони навіть вступали в суперечки один з одним, і здавалося, що вона говорить двома різними голосами. У листопаді 1973 року їй було призначено карбамазепін. Висловлюються думки, що лікування було недостатньо продуманим і послідовним, зокрема дози були занадто малі для лікування такого серйозного розладу.
Точного діагнозу Міхель так і не було встановлено. У своїй статті Б. Даннінг наводить думку, що вона могла страждати на дисоціативний розлад ідентичності, обтяжений шизофренією, а напади були викликані хронічним стресом. Хоча психіатрія того часу була не в змозі вилікувати пацієнтку, але певною мірою контролювала захворювання. Міхель померла після того, як відмовилася від лікування. Католицький священник і дослідник паранормальних явищ Джон Даффі опублікував у 2011 році книгу про Міхель. Він написав, що на основі наявних даних можна з упевненістю сказати, що Аннеліза не була одержима. Священик-єзуїт і лікар-психіатр Ульріх Німан сказав з приводу інциденту таке: «Як лікар я кажу, що не існує такого явища, як „одержимість“. На мою думку, ці пацієнти душевнохворі. Я молюся за них, але це не допоможе. Ви маєте працювати з ними як психіатр. Але водночас, коли пацієнт надходить зі Східної Європи та вважає, що він одержимий дияволом, було б помилкою ігнорувати його систему поглядів». Також було припущення, що, можливо, через фільм «Екзорцист», який вийшов на екрани в 1973 році (саме в той час, коли стан Міхель став стрімко погіршуватися), вона могла дізнатися про симптоми одержимості та підсвідомо «налаштувала» себе на їх прояв.
Антрополог і протестантка з віросповідання Ф. Гудман, яка опублікувала про Міхель книгу «Аннеліза Міхель і її демони», була однією з тих, хто відстоював версію про одержимість Аннелізи. У цій же книзі вона критикувала судовий процес.

## Екзорцизм і смерть

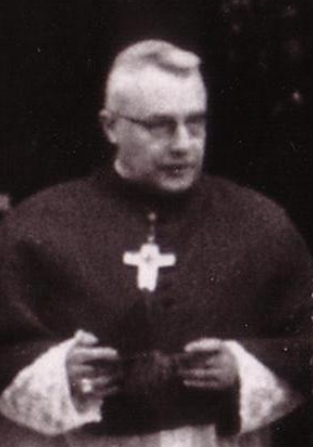
Штангль у 1962 році

Першим священником, який відгукнувся на прохання Міхель, був Ернст Альт. Він сказав, що вона не схожа на дівчину, яка страждає від епілепсії, і вважав, що вона насправді одержима. Міхель сподівалась на його допомогу. В листі від 1975 вона писала йому: «Я ніхто, все марно, що мені робити, я повинна одужати, моліться за мене». У вересні 1975 року єпископ Йозеф Штангль, проконсультувавшись з єзуїтом Адольфом Родевіком, на підставі 1-го параграфа 1172-го канону Кодексу канонічного права 1917 року дав дозвіл Альту та іншому священнику Арнольду або Вільгельму Ренцу на проведення екзорцизму, але наказав тримати обряди в таємниці. Перший обряд було проведено 24 вересня. Після цього Міхель припинила прийом медичних препаратів і повністю довірилася екзорцизму. За 10 місяців було здійснено 67 обрядів. Вони проводилися з періодичністю один чи два рази на тиждень і тривали до чотирьох годин. 42 обряди були зафільмовані на кінокамеру та пізніше продемонстровані в суді у справі про загибель Міхель.
Вранці 1 липня 1976 року Міхель знайшли мертвою в ліжку. Коли Альту повідомили про це, він сказав її батькам: «Душа Аннелізи, яка очистилась від сатанинської сили, понеслась до престолу Всевишнього».
Як показав розтин, загибель Міхель була безпосередньо викликана екзорцизмом. Якоїсь миті вона вирішила, що її смерть неминуча, і добровільно відмовлялася від їжі та пиття. Міхель вважала, що її смерть буде викупленням за гріхи молодого покоління та священнослужителів, які відступають від канонів. Вона сподівалась, що люди, дізнавшись про її долю, повірять у Бога. На момент смерті Міхель важила всього 68 або 70 фунтів (близько 30 кг) при зрості 166 см, страждала на пневмонію, її колінні суглоби були розірвані від постійних колінопреклонінь, а все тіло було в синцях і відкритих ранах. В останні місяці Міхель навіть не могла пересуватися без сторонньої допомоги. Її доводилося прив'язувати до ліжка, щоб вона не завдавала собі каліцтва.
За словами судді Еймара Болендера, який вів справу Міхель, її смерті можна було б запобігти лікуванням навіть за 10 днів до її смерті.

## Суд
Обставини смерті Міхель були настільки незвичайні, що слідчим знадобилося два роки розгляду, перш ніж справа була передана до суду. Як пізніше зізнався прокурор Карл Штенгер, коли йому повідомили про справу щодо вигнання демонів, він спочатку прийняв це за розіграш з боку колег. Судовий процес розпочався 30 березня 1978 року та широко висвітлювався у пресі. Альту, Ренцу та батькам Міхель були пред'явлені звинувачення у злочинній бездіяльності, що призвело до смерті через необережність. Адвокатом батьків виступив Ерік Шмідт-Ляйхнер, священників захищали юристи, найняті церквою. Представники звинувачення вимагали штрафу чи іншого відповідного покарання лише для священників, тоді як батьків, на їхню думку, слід визнати лише винними. Це було пояснено тим, що батьки Міхель і так покарані у вигляді втрати дочки, і до екзорцизму вони протягом кількох років намагалися допомогти Аннелізі традиційним лікуванням.
Лікарі, які свідчили на розгляді, сказали, що Міхель не була одержима, а страждала психіатричними проблемами, посиленими епілепсією та релігійною істерією. Захист посилався на Конституцію Німеччини, яка гарантує громадянам свободу віросповідання. Ренц сказав, що був упевнений в одержимості дівчини. За словами Альта, він не підозрював про те, що Міхель перебуває в такому тяжкому стані, а в іншому випадку він би негайно звернувся за допомогою. За деякими даними, Альт звернувся до доктора Річарда Ротха, який сказав Міхель: «Не існує ліків проти диявола, Аннелізо».
Усіх обвинувачених визнали винними, а винесений вирок був навіть суворішим за те, що вимагало звинувачення. Їм було призначено покарання у вигляді шести місяців ув'язнення умовно з випробувальним терміном у 3 роки.

## Пам'ять і значення

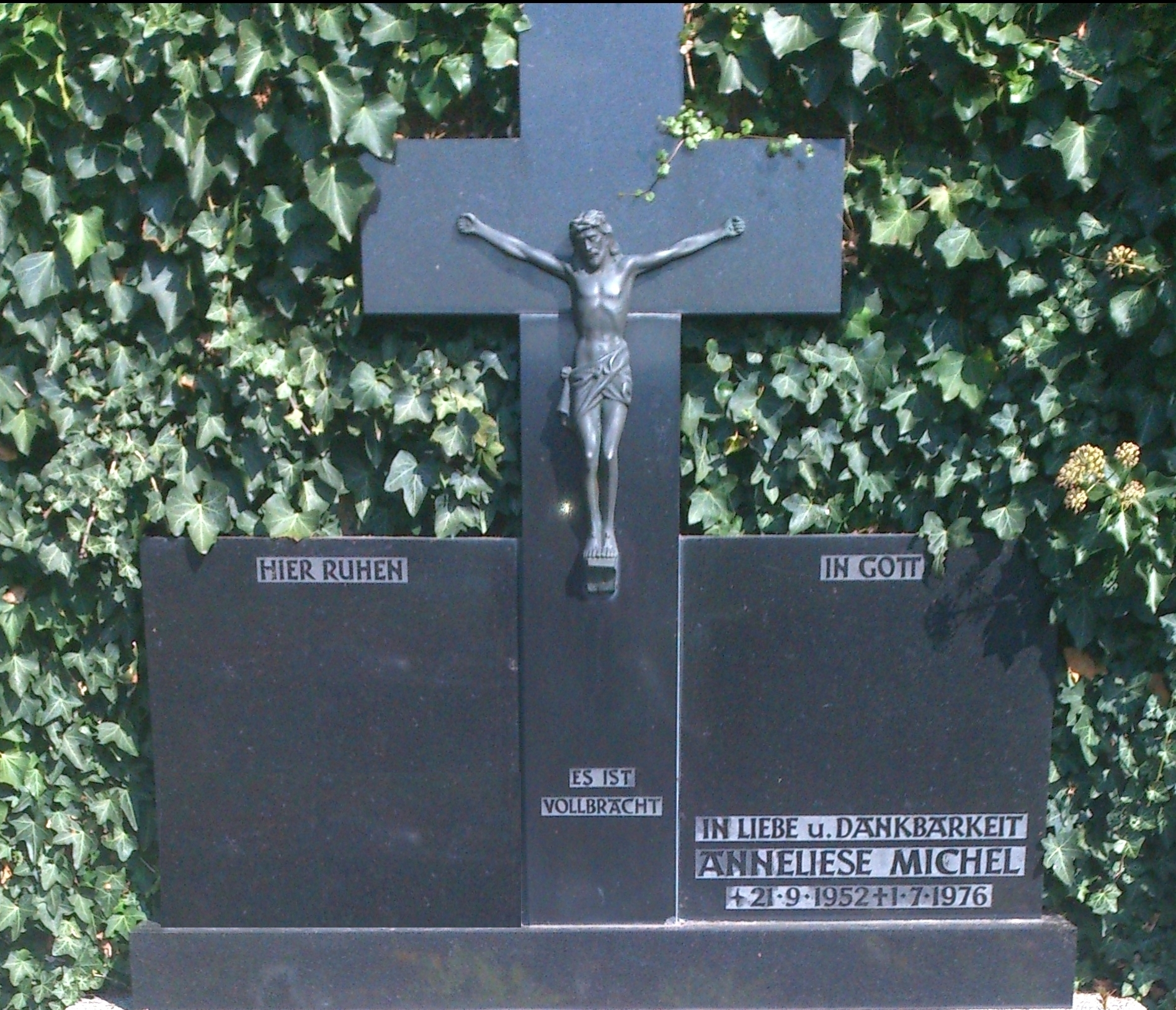
Могильний камінь, інші імена затемнені

Загибель Міхель викликала широкий резонанс у Німеччині та порушила питання про межі релігійної свободи. Багато німців були збентежені тим, що подібний випадок міг статися в сучасній європейській країні. Журналіст Франц Бартель, який висвітлював інцидент у пресі, через три десятиліття сказав в інтерв'ю газеті «Вашингтон пост», що він все ще вражений загибеллю Міхель і забобонністю її оточення. «Вашингтон пост» у статті від 2005 року зазначила, що наразі екзорцизм поширений ширше, ніж заведено вважати. Так, за даними професора Клеменса Ріхтера, у Франції налічується до 70 екзорцистів з практикою. У 2005 році на польському конгресі, як повідомляється, взяли участь 350 екзорцистів. Німеччина в цьому плані становить виняток: тут діють лише два або три екзорцисти, і вони змушені здійснювати свої дії таємно, нехай і за згодою єпископів. Як пише у своїй статті відомий скептик Браян Даннінг, нині відомо безліч подібних випадків смертей після вигнання демонів.

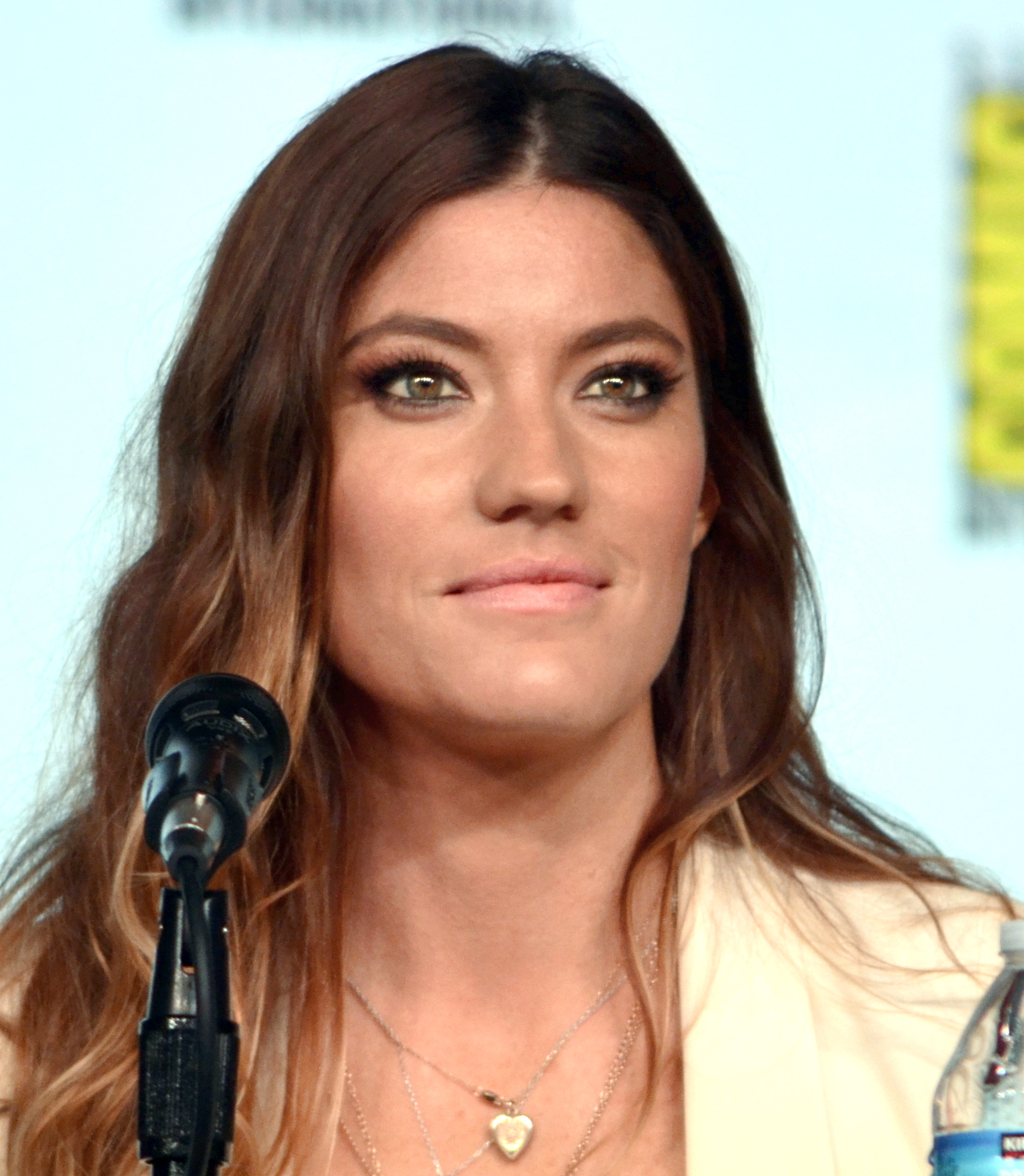
Дженніфер Карпентер, яка виконала роль Емілі Роуз (Міхель) у фільмі жахів

Міхель шанується невеликою групою католиків як неофіційна свята, її могила є місцем паломництва. Після суду батьки Міхель звернулися до влади з проханням надати дозвіл на ексгумацію доньки. Офіційною причиною було зазначено те, що її поспіхом поховали в дешевій труні. Як пізніше з'ясувалося, черниця-кармелітка з південної Баварії сказала Міхелям, що у неї було видіння про нетлінність останків Аннелізи. За офіційними звітами, ця інформація не підтвердилася. Згодом Альт заявив, що їм не дозволили особисто бути присутніми на ексгумації. Після цього останки Міхель були перепоховані в дубовій труні з олов'яним оздобленням. Також поряд з цвинтарем батько Аннелізи спорудив невелику каплицю на згадку про доньку; батьки дівчини ходили туди молитися протягом усього життя. Йозеф Міхель помер у 1999 році. Мати Міхель у 2005 році сказала в інтерв'ю, що не шкодує про проведений екзорцизм і донині вважає, що її дочка була одержима та померла, спокутуючи чужі гріхи. У Клінгенберзі про Міхель намагаються не говорити, вважаючи її смерть чорною та ганебною сторінкою в історії міста.
Після смерті Міхель група німецьких богословів сформувала комісію зі зміни обряду екзорцизму, і у 1984 році вони звернулися з відповідними пропозиціями до Ватикану. Було запропоновано усунути ті місця, де екзорцист звертається безпосередньо до диявола. Як випливало з аргументів членів комісії, така форма звернення може ще більше переконати психічно хвору людину у своїй одержимості. На ухвалення рішення пішло 15 років. Оновлений опис обряду відрізнявся значними змінами, але найбільш радикальні із запропонованих не були прийняті.
На основі історії Міхель були зняті фільми: «Шість демонів Емілі Роуз», «Щоденник того, хто виганяє диявола» та «Реквієм». У ролі Міхель знялися Дженніфер Карпентер, Ніколь Мюллер і Сандра Гюллер відповідно.
Браян Даннінг різко розкритикував подібні кінокартини:

Кінематографісти експлуатували ці жертви не тільки щоб створити «Екзорциста», але й безліч інших плівок-наслідувачів, знятих на основі історій конкретних осіб, зокрема Аннелізи. Щоразу, коли голова Лінди Блер смикалася, або вона плювалася зеленим блюванням, ми сміялися та добре проводили час у кінотеатрі. «…» Ці жертви найчастіше тяжкохворі люди — у них можуть бути медичні чи психіатричні проблеми, які потребують лікування — вони не заслуговують ні піддаватися тортурам, ні бути вбитими з необережності, ні того, щоб їхні випробування прославили як свого роду страшилку попкультури.

У 2013 році будинок, де проводилися обряди, згорів. Це відродило інтерес до справи Міхель та сприяло появі нових спекуляцій щодо його паранормального характеру.